# Dashuijing
Dashuijing är en socken i Kina. Den ligger i provinsen Yunnan, i den sydvästra delen av landet, omkring 240 kilometer norr om provinshuvudstaden Kunming. Antalet invånare är 21 606. Befolkningen består av 10 167 kvinnor och 11 439 män. Barn under 15 år utgör 25,0 %, vuxna 15-64 år 63 %, och äldre över 65 år 10,0 %.
Genomsnittlig årsnederbörd är 1 008 millimeter. Den regnigaste månaden är juli, med i genomsnitt 228 mm nederbörd, och den torraste är december, med 7 mm nederbörd.